# Гали (митологија)
Гали је било римско име за кастриране следбенике фригијске богиње Кибеле. Савремени римски учењаци су их сматрали трећим полом (поред мушког и женског), као што се данас у модерном свету сматрају транссексуалци. Поглавар ових свештеника се називао батакес, да би касније добио назив архигалус.